# Bánki Gergely
Bánki Gergely (Budapest, 1978 –) magyar színész.

## Életútja
Édesapja sebész volt. 1987-ben a Cilinder Gyermekszínpadon játszott, ahol Erdősi Zsuzsától tanulta a szakmát. Később szerepet kapott az MTV2 Kölyökidő című műsorában is. A Vörösmarty Mihály Gimnáziumban érettségizett. A vizsga után részt vett a zalaszentgróti színész-rendező táborban, ahol megismerkedett Ascher Tamással és Schilling Árpáddal. Többször felvételizett a Színház- és Filmművészeti Egyetemre, de nem vették fel. A Miskolci Egyetemen két évig filozófiát is tanult.
1993-1995 között az Új Színház Stúdiójának növendéke volt. 1995-ben Schilling Árpád az akkor induló Krétakör Színházhoz hívta, amelynek 2008-ig volt tagja. 2008-tól szabadúszó, több színházban és magánszínházban is szerepel.

### Magánélete
Párja, Fekete Anna díszlet- és jelmeztervező. 2019-ben született meg kislányuk, Lujza.

## Fontosabb színházi szerepei
- Molière: A mizantróp... Éliante; Baszk
- William Shakespeare – Lőrinczy Attila: Szerelem, vagy amit akartok... Botor
- William Shakespeare: Korijolánusz... szereplő
- Georg Büchner: W-munkáscirkusz (Woyzeck)... Doktor
- Georg Büchner: Leonce és Léna... Leonce herceg, Popo királyának fia
- Heinrich von Kleist: Herrmann csatája... szereplő
- Arthur Miller: Megszállottak... Borberg bíró
- Friedrich Dürrenmatt: A nagy Romulus... Tullius Rotunda, belügyminiszter
- Eugène Ionesco: Jacques vagy a behódolás... Jacques
- Tankred Dorst: Merlin, avagy Isten, Haza, Család... szereplő
- Roland Schimmelpfennig: Előtte-utána...
- Marius von Mayenburg: A hideg gyermek... Johann
- Roland Topor: Albérlet az asztal alatt... Gritzka
- Vlagyimir Presznyakov – Oleg Presznyakov: Cserenadrág... Válja
- Katona József: Bánk bán... Solom mester
- Csáth Géza: Zách Klára... Gyulafy, a királyfiak nevelője
- Molnár Ferenc: Liliom... Hugó
- Ödön von Horváth: Kasimir és Karoline... Kikiáltó
- Békés Pál: Pincejáték... Eczhart
- Spiró György: Árpád-ház... Filbertus
- Schilling Árpád: Kicsi, avagy mi van, ha a tiszavirágnak rossz napja van?!... Kicsi, polgári nevén Aranyos Jánoska
- Tasnádi István: Nexxt... Sony Double Junior; O. B. Double; O. B. Dizőz
- Tasnádi István: Phaidra... Minitaurosz
- Tasnádi István: Fédra Fitness... Pap
- Térey János: A Nibelung-lakópark... szereplő
- Bolgár György: Ingmar és Woody... Woody Allen
- Borgula András: A trükk... Egyik
- Mundruczó Kornél – Petrányi Viktória: A jég... Gena
- Mundruczó Kornél – Bíró Yvette: Nehéz istennek lenni... Attila
- Mundruczó Kornél: Szégyen... szereplő
- Fogács Péter: Bolond Gimpel... Wolf
- Fodor Tamás – Charles De Coster: Flandriai csínytevések... Hanske, a fénylő arcú ördög; Bolond
- Sztarenki Pál: Kísérlet... szereplő
- Németh Virág: Rozsfogócska... szereplő
- Garaczi László: Csodálatos vadállatok... András
- Vinnai András: Lefitymálva... Antal
- Vinnai András: Furnitur... Moderátor
- Vinnai András – Peer Krisztián: Pestiesti... szereplő
- Vinnai András: A férfiak szexuális világa... szereplő
- Vinnai András: Szóvirágok édes nyelvédesanyánk paradicsomi édenkertjéből... szereplő
- Vinnai András: Vojáger... Pál
- Komán Attila: Kohlhaas Mihály... Fejedelem
- Peer Krisztián: Az élet értelme, avagy időmúlás 60 percben... szereplő
- Kárpáti Péter: Szörprájzparti... Nyúl
- Kárpáti Péter: Nick Carter avagy végső leszámolás Dr. Quartzcal... szereplő
- Rába Roland – Eugène Ionesco: Utolsó... szereplő
- Szemenyei János – Bánki Gergely – Kormos István: Vackor nyomában... Frigyes
- Hazámhazám... avagy a politika halála... szereplő
- És a függöny felhördül... szereplő
- Hófehérke... Vezér
- Más... szereplő
- Szóról szóra... szereplő
- Én egy szemüveges kisfiú vagyok... szereplő
- Feketeország... szereplő
- Teatro Godot... szereplő
- 40! avagy Véges élet... szereplő
- Vándoristenek... szereplő
- Voyager 3... szereplő
- Óver dózis... szereplő
- A politikusok lelki világa... szereplő
- MagyarIQm... szereplő

## Filmes és televíziós szerepei
- Ma este gyilkolunk (magyar krimivígjáték, 2024)
- Nofilter (magyar sorozat, 2019)
- Hetedik alabárdos (magyar vígjáték, 2017)
- A mi kis falunk (magyar filmsorozat, 2017–)
- Egynyári kaland (magyar filmsorozat, 2017)
- Brazilok  (magyar vígj., 2017)
- Válótársak (magyar filmsorozat, 2016)
- Átjáró Másvárosba (2016)
- Fehér isten (2014)
- Szívradír (magyar kisjátékf., 2014)
- Furnitur (magyar tévéjáték, 2013)
- Otthon (magyar kisjátékf., 2009)
- A Nibelung-lakópark (magyar filmdráma, 2009)
- Etetés (magyar kisjátékf., 2008)
- FEKETEország (magyar színházfilm, 2007)
- Buhera mátrix (magyar vígj., 2007)
- Lora (magyar rom. dráma, 2006)
- A vírus (magyar kísérleti film., 2005)
- Fekete kefe (magyar vígj., 2004)
- Hazám hazám (magyar színházfilm, 2002)
- Szortírozott levelek (magyar kisjátékf., 2000)
- Nexxt (magyar játékf., 2000)
- Citromfej (magyar filmszatíra, 2000)
- Találd ki magad! (TV-műsor)

Kule kidz gråter ikke (norvég film 2014)

## Díjai
- Országos Diákszínjátszó Fesztivál különdíja (Stílusgyakorlatok)
- Alternatív Színházi Fesztivál, legjobb férfi epizódszereplő díja (Teatro Godot)
- 2012 – VIDOR Fesztivál: BRIGHELLA-DÍJ – Legjobb férfi epizódalakítás (Lefitymálva (Gólem Színház))